# George Eads

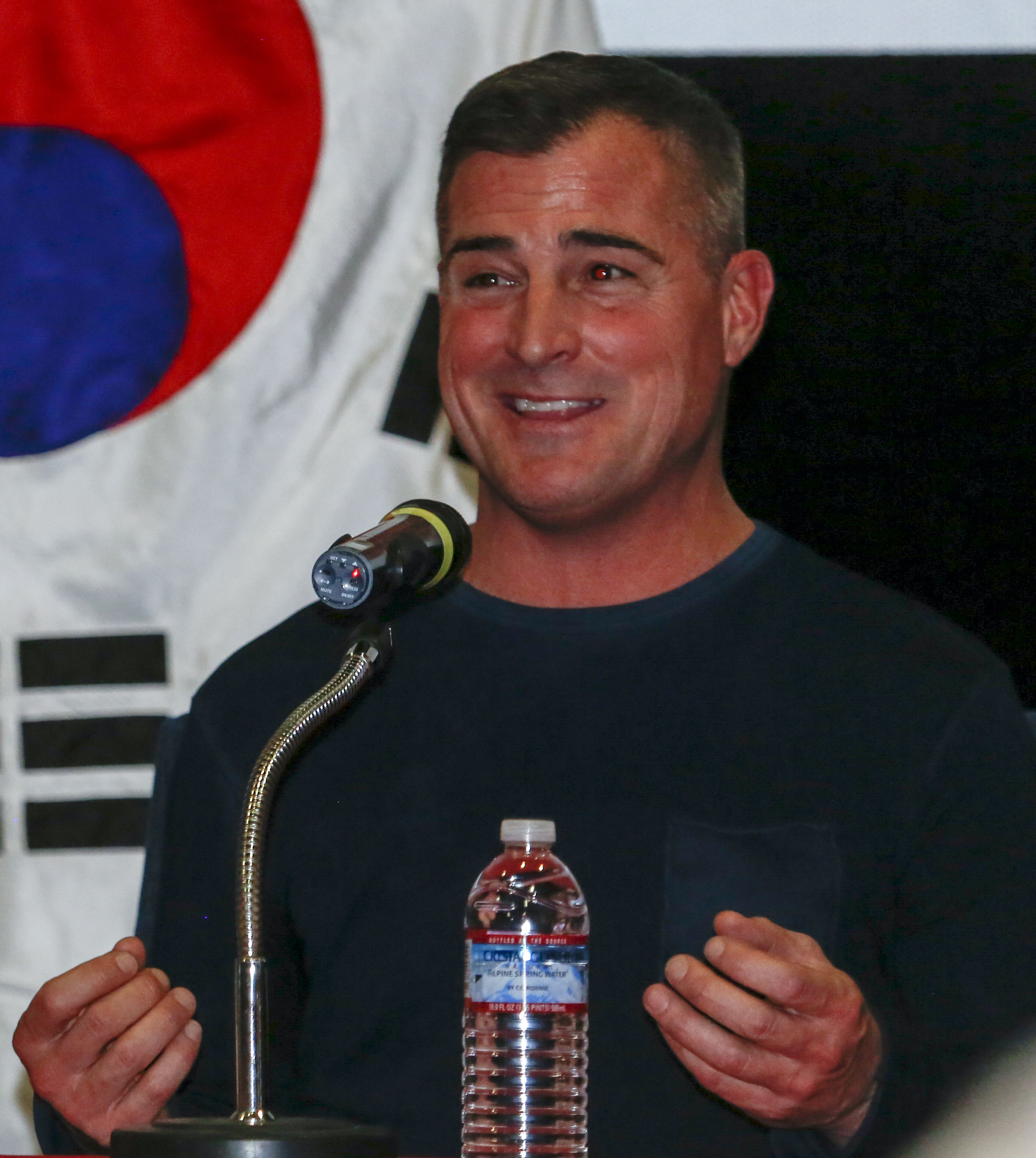
George Eads, 2019

George Eads (* 1. März 1967 in Fort Worth, Texas; eigentlich George Coleman Eads III) ist ein US-amerikanischer Schauspieler.

## Leben
Eads verbrachte seine Kindheit und Jugendzeit in Belton, einer Kleinstadt im US-Bundesstaat Texas. Seinen Abschluss an der Belton High School machte Eads 1985, das anschließende Studium an der Texas Tech University beendete er 1990. Noch immer ist Eads Mitglied der dortigen Studentenverbindung Phi Delta Theta’s Texas Epsilon Chapter. Vor seinem Durchbruch als Schauspieler arbeitete er zeitweise als Vertreter für Kopiergeräte und als Putzkraft in Fitness-Studios. Mittlerweile ist Eads Miteigentümer einer Entertainment-Kette in Hollywood, die Restaurants und Kinos verbindet. Er selbst zog nach den kalifornischen Waldbränden 2003 nach Santa Monica.

## Karriere
In dem Film Dust to Dust aus dem Jahr 1994 spielte Eads seine erste Rolle. Seine bekannteste Rolle ist die des Ermittlers Nick Stokes in der Krimiserie CSI: Den Tätern auf der Spur, in der er seit der ersten Staffel zu sehen ist. Zum Ende der 15. Staffel stieg Eads nach Folge 335 aus der Serie aus und trat in den beiden letzten Folgen nicht mehr auf.
Daneben spielte Eads in einigen Folgen der Serie Emergency Room – Die Notaufnahme, in einem Fernsehfilm den Stuntman Evel Knievel und dem Kinofilm Exit Wounds – Die Copjäger mit und ist in der Komödie Just a Walk in the Park (2002) gemeinsam mit Jane Krakowski zu sehen.
2016 bis 2019 spielte er in der Neuauflage von MacGyver die Rolle des Jack Dalton.

## Sonstiges
Seine deutsche Synchronstimme ist David Nathan.

## Filmografie (Auswahl)
- 1994: Dust to Dust (Western)[8]
- 1996: Callgirl Affair – Ein Vater kennt kein Tabu (The Ultimate Lie)
- 1996–1997: Savannah (Fernsehserie, 26 Folgen)
- 1998: Emergency Room – Die Notaufnahme (ER, Fernsehserie, 3 Folgen)
- 2000–2015: CSI: Vegas (CSI: Crime Scene Investigation, Fernsehserie, 335 Folgen)
- 2002: Just a Walk in the Park
- 2003: Monte Walsh
- 2004: Die Liga der Gerechten (Justice League Unlimited, Stimme)
- 2004: Evel Knievel
- 2008: Two and a Half Men (Fernsehserie, Folge 5x17)
- 2014: Gutshot Straight – Gnadenloses Spiel (Gutshot Straight)
- 2016–2019: MacGyver (Fernsehserie, 58 Folgen)
- 2019: Bataillon der Verdammten – Die Schlacht um Jangsari (Jangsari: Icheojin Yeongungdeul)

## Videospiele
- 2010: CSI: Fatal Conspiracy (CSI Nicholas ‘Nick’ Stokes, Stimme)
- 2009: CSI: Crimes Scene Investigation – Deadly Intent (CSI Nicholas ‘Nick’ Stokes, Stimme)
- 2007: CSI: Crimes Scene Investigation – Hard Evidence (CSI Nicholas ‘Nick’ Stokes, Stimme)
- 2006: CSI: 3 Dimensions of Murder (CSI Nicholas ‘Nick’ Stokes, Stimme)
- 2004: CSI: Crimes Scene Investigation – Dark Motives (CSI Nicholas ‘Nick’ Stokes, Stimme)
- 2003: CSI: Crimes Scene Investigation (CSI Nicholas ‘Nick’ Stokes, Stimme)

## Auszeichnungen und Nominierungen
Screen Actors Guild Award
- 2002: Nominierung in der Kategorie Bestes Schauspielensemble in einer Dramaserie für CSI: Vegas[9]
- 2003: Nominierung in der Kategorie Bestes Schauspielensemble in einer Dramaserie für CSI: Vegas
- 2004: Nominierung in der Kategorie Bestes Schauspielensemble in einer Dramaserie für CSI: Vegas
- 2005: Auszeichnung in der Kategorie Bestes Schauspielensemble in einer Dramaserie für CSI: Vegas